# Pedagogia Waldorf
La pedagogia Waldorf o steineriana è un approccio educativo sviluppato a partire dal 1919 su indicazioni di Rudolf Steiner (1861-1925). Pur incorporando elementi comuni ad altri approcci pedagogici, i suoi elementi specifici e identitari sono ritenuti pseudoscientifici.
Le scuole con pedagogia steineriana sono oggi diffuse in tutto il mondo e coprono l'arco educativo che va dal pre-asilo fino a diciotto anni. Oltre alle scuole esistono anche istituti di pedagogia curativa. Secondo un rapporto ufficiale del 2019 sono presenti a livello mondiale 1182 scuole Waldorf delle quali 804 in Europa e 33 in Italia.
Le scuole Waldorf basano il loro approccio educativo sull'antroposofia, una disciplina esoterica sviluppata da Steiner, per indagare e riconciliare quelli che ritiene i nessi sussistenti fra mondo fisico e mondo spirituale. 

## Storia
Le scuole Waldorf nacquero nel periodo della rivoluzione pedagogica avviata nei primi anni del Novecento da Maria Montessori e nel contesto delle radicali trasformazioni sociali che caratterizzarono la Germania dopo la prima guerra mondiale. Già dal 1907, o poco dopo, le idee della pedagogista italiana erano state apprezzate entusiasticamente dall'esoterista Annie Besant, presidente della Società Teosofica a cui la Montessori aveva aderito nel 1899. Nel decennio successivo, poi, i libri della Montessori furono tradotti e applicati nelle principali nazioni europee e negli Stati Uniti. Nella pedagogia Waldorf si ritrovano molti punti qualificanti la rivoluzione montessoriana come la centralità educativa del bambino, l'obiettivo di favorire lo sviluppo armonioso di tutte le sue facoltà e il rifiuto di valutarne le prestazioni con voti. Trascorso un secolo di sviluppo autonomo, i due metodi ancora presentano somiglianze profonde.
La prima scuola steineriana fu fondata a Stoccarda il 7 settembre 1919 a seguito della richiesta di Emil Molt, direttore della fabbrica di sigarette Waldorf Astoria, di creare un'istituzione scolastica per i figli degli operai della fabbrica, dunque il movimento pedagogico deve il proprio nome alla fabbrica di sigarette. Rudolf Steiner assunse l'incarico relativo alla formazione del collegio degli insegnanti nonché di consulta dello stesso e fu sino alla morte, nel 1925, spiritus rector della scuola.
La scuola di Stoccarda, modello delle successive scuole steineriane, adottò fin dai suoi albori un insegnamento co-educativo, indirizzato cioè contemporaneamente a bambini e bambine, e fu la prima scuola in Germania ad unificare i tre distinti indirizzi della scuola media superiore previsti dal sistema scolastico tedesco.
Negli anni successivi vennero create scuole Waldorf sia in Germania che in altri paesi: già nel 1929 vi erano scuole steineriane a Basilea, Budapest, Londra, Lisbona e New York.
Durante il periodo nazionalsocialista le scuole Waldorf vennero gradualmente soppresse. Nel 1934 un decreto del Ministero della Cultura e della Pubblica Istruzione proibiva l'istituzione di nuove prime classi. Nel 1935 venne proibita la Società Antroposofica fondata da Rudolf Steiner. Nel decreto di Heydrich, capo dell'Ufficio Centrale di Sicurezza del Reich, si affermava con riferimento alle scuole Waldorf: “I metodi didattici basati sulla pedagogia del fondatore Steiner ed applicati nelle scuole antroposofiche ancor oggi esistenti, perseguono un'educazione soggettivista, orientata al singolo individuo che nulla ha in comune con i principi educativi promulgati dal Nazionalsocialismo.”
In Italia la prima scuola Waldorf fu inaugurata a Milano nel 1950. Attualmente, in Italia, ci sono 65 scuole dell'infanzia Steiner - Waldorf, 30 scuole del primo ciclo e 2 scuole superiori con circa 4000 alunni e 500 insegnanti. Nel 1992 è stata fondata la Federazione delle Scuole Steiner - Waldorf in Italia che rappresenta il movimento pedagogico presso le varie autorità nazionali e ne promuove la diffusione.

## Istanze e fondamenti teoretici

### Antroposofia
La pedagogia Waldorf ha i propri fondamenti teorici nell'antroposofia, una disciplina pseudoscientifica elaborata da Steiner per studiare le interazioni fra il mondo fisico e il "mondo spirituale, di cui viene postulata l'esistenza.  In base all'“immagine antroposofica dell'uomo”, si considera l'uomo come l'insieme di corpo, anima, e spirito, che devono essere sempre tenute contemporaneamente in considerazione:
- Il corpo contiene l'io fisico, le forze e i processi vitali, e le strutture fisiche della coscienza: si esplica nella volontà.
- L'anima si incarna in un corpo e poi fuori da esso di nuovo in una esistenza spirituale: si esplica nel sentimento.
- Lo spirito congiunge le vite terrene tra di loro e con il mondo spirituale; questo spirito è eterno e creativo, e si esplica nel pensiero.

Rifacendosi inoltre alla sua concezione di "triarticolazione sociale", Steiner cerca di tradurre in pratica i principi di libertà della cultura, uguaglianza nella società politica e fratellanza nella vita economica. Queste tre sfere, secondo Steiner, devono essere autonome, ognuna retta da leggi ed amministrazione proprie, ma in armonica collaborazione fra loro.
Il pensiero di Steiner ed il suo approccio globale, improntato alla metodologia di Goethe, non sono e non devono essere oggetto d'insegnamento nella scuola Waldorf, bensì ampliare nei maestri la visione dell'uomo nel suo sviluppo, ed agire di conseguenza sull'educazione ed il metodo didattico.

### Fondamenti pedagogici
La pedagogia, secondo l'intenzione steineriana, deve essere definita direttamente dalle necessità dell'evoluzione infantile, antropologia evolutiva e non in base a obiettivi quali la qualificazione professionale e la produttività economica che il sistema democratico tardo-industriale predilige.
Le "necessità evolutive" sono desunte mediante "osservazioni antropologiche" di stampo esoterico proprie dell'antroposofia, che si basano in particolare, sulla tripartizione dell'uomo in corpo, anima e spirito (volontà, sentimento e pensiero).

## Metodologia e didattica

### Caratteristiche fondamentali
Dalla concezione di Steiner, che crede nella tripartizione dell'uomo (corpo, anima e spirito), discende l'ideale di educare in modo armonioso le facoltà cognitivo-intellettuali (pensiero), quelle creativo-artistiche (sentimento) e quelle pratico-artigianali (volontà) dell'allievo. Questo obiettivo viene realizzato con un'offerta formativa approfondita nell'ambito delle materie artistiche ed artigianali. Ogni lezione dovrebbe offrire elementi artistici, espressivi.
In merito alle scienze naturali, per poter descrivere i fenomeni non esclusivamente in termini di causalità, è importante adottare un approccio metodologico che inserisca i fenomeni naturali in una rete organica di relazioni e di interpretarli come espressione di globalità secondo «una concezione della natura che evidenzi il pensiero del divenire e dello sviluppo, della metamorfosi e della contestualizzazione dei fenomeni naturali» (R. Steiner).
Lo svolgimento delle lezioni è concepito secondo una successione il più possibile rispettosa della stagione e dei momenti di passaggio della natura. Vi è inoltre un'attenta organizzazione degli ambienti destinati all'apprendimento, realizzati con materiali "naturali" ed esteticamente gradevoli, in modo da curare la percezione sensoriale dell'allievo attraverso la bellezza e la salubrità degli spazi.
È molto vivace la vita sociale, con frequenti rappresentazioni teatrali interne alla scuola, offerte da un gruppo o una classe al resto degli allievi. Vi sono inoltre concerti eseguiti dalle orchestre di classe, feste periodiche, saggi ed esposizioni dei lavori realizzati durante le lezioni.

### Educazione Waldorf
Steiner indica tre periodi tipici dell'educazione, corrispondenti ai tre settenni secondo cui ogni sette anni si completa un arco di sviluppo dell'individuo, che rispetta il periodo dell'infanzia e quello delle pubertà. Durante i tre settenni è fondamentale il costante riferimento all'azione pedagogica del maestro.
Il primo settennio va dalla nascita ai sette anni: in questo arco di tempo in cui il bambino è nel pieno della crescita fisica, l'insegnante deve essere in grado di sostenere e rafforzare il suo sviluppo. Proprio per questo motivo l'unico mezzo di apprendimento per il bambino è l'imitazione, dove gli adulti rappresentano dei modelli da imitare.
Il secondo settennio va dai sette ai quattordici anni, dove avviene sia lo sviluppo fisico sia quello sentimentale. Il bambino è nutrito maggiormente dalle forze immaginative. Inizia cosi l'insegnamento per epoche: l'insegnante, per consolidare lo sviluppo e l'apprendimento di una singola materia, le dedica un tempo esclusivo che varia tra le quattro e le cinque settimane. Durante questo periodo l'insegnante utilizza ogni giorno alcune ore della mattinata per spiegare e approfondire la singola materia scelta per quell'arco di tempo. Finite queste settimane l'insegnante cambia epoca ossia cambia la singola materia di riferimento per il successivo periodo di cinque settimane, e cosi via per tutte le altre materie principali.
Il terzo settennio va dai quattordici ai ventuno anni, periodo in cui si attivano le forze intellettuali e quindi il pensiero complesso. In questo settennio prevale l'insegnamento razionale e scientifico, che stimola il ragazzo a riflettere sul come e sul perché dei fenomeni.
L'educazione della volontà si compie attraverso un percorso di apprendimento rispettoso di queste cadenze.

### Insegnamento principale e materie
L'attività scolastica quotidiana, nella scuola steineriana, inizia con l'insegnamento principale che si protrae, di regola, per quasi due ore. Questo insegnamento principale tratta, nell'arco di alcune settimane, la stessa materia, la cosiddetta epoca, e riguarda le seguenti aree disciplinari: italiano, matematica, arte, storia, scienze, geografia, disegno di forme.
Nelle successive ore della mattina e del pomeriggio vengono impartite le lezioni delle altre discipline che comprendono due lingue straniere dalla prima classe, musica, euritmia, lezioni d'arte e artigianato, ginnastica, lavoro manuale, canto; inoltre, dalla sesta classe, attività artigianali quali falegnameria, fisica e chimica, giardinaggio. Nella classi superiori si possono anche trovare insegnamenti di tessitura, agrimensura, ceramica, rilegatura, meccanica tecnica, informatica, oltre ad esperienze sociali con uscite umanitarie, esperienze di scambi linguistici e realizzazione di un proprio portfolio. La recitazione e il teatro hanno una grande parte in tutti i dodici anni di studi.
L'insegnamento principale, nei primi otto anni di scuola, viene impartito da un unico insegnante che funge da guida e responsabile, corrispondentemente al principio del “conformarsi ad un modello” autorevole e amato, indicato da Steiner come il più adatto all'educazione nel secondo settennio di vita.
La lezione del maestro di classe deve incontrare e nutrire la sfera emotiva del bambino e, pertanto, deve essere volta a caratterizzare plasticamente i contenuti didattici piuttosto che proporne una sistematizzazione concettuale.
Gli studenti redigono il proprio quaderno dell'epoca, che rappresenta il più importante strumento di studio: il contenuto viene in un primo tempo dettato, in seguito elaborato collettivamente e realizzato dallo stesso studente. In alcune scuole questa peculiare prassi della pedagogia steineriana viene sempre più spesso integrata da materiale didattico aggiuntivo.
Negli anni della scuola superiore distinti docenti della materia si alternano nell'impartire l'insegnamento principale. A quest'età l'approfondimento dei contenuti didattici mira a potenziare l'aspetto concettuale e a sviluppare un'autonoma capacità di giudizio.

### Piano di studi
Il piano di studi delle scuole Waldorf è molto particolare, scandito sulle tappe evolutive del bambino, che viene accompagnato nella sua crescita da temi e immagini corrispondenti al momento di crescita che attraversa.
Caroline von Heydebrand, una delle prime insegnanti e collaboratrici di Steiner, redasse su sue indicazioni un piano di studi essenziale, che lascia ampio spazio alla libertà dell'insegnante.
Tutte le materie vengono portate avanti attraverso un approccio artistico, con immagini ricche ed esperienze dirette, in modo da aprire l'interesse degli allievi e stimolare la loro volontà e progressiva autonomia.

### Rendimento e valutazione del profitto
La scuola Waldorf vuole dare un'educazione organica al bambino e pertanto non accetta come criterio distintivo il rendimento: non si assegnano pertanto voti. In linea di principio, bambini differentemente dotati nella sfera intellettuale, sociale, emotiva e motoria vengono istruiti nella stessa classe. Non sono inoltre previsti rallentamenti (bocciature) nel percorso scolastico.
(Rudolf Steiner, Arte dell'educazione, conferenze del 1919, vol. I, Antropologia, pag. 192, Antroposofica, 2000)
Sino all'ottava classe (III media), non vengono date valutazioni di fine anno; al loro posto viene redatto nella pagella un profilo dell'allievo che ne rispecchi il metodo di studio e il carattere, e allo stesso tempo costituisca uno stimolo a continuare ad applicarsi nello studio.

### Gli insegnanti nella pedagogia Waldorf
I primi insegnanti della scuola steineriana furono collaboratori scelti di Steiner, che li avviò all'arte dell'educazione attraverso lo studio della natura del bambino. La loro formazione puntava soprattutto a valorizzare i sentimenti, la volontà e l'intelligenza dell'allievo.
Secondo la concezione steineriana la pedagogia è un'arte alla quale il maestro giunge a partire da una vocazione. Gli insegnanti steineriani lavorano secondo un ideale di educazione: non hanno l'obiettivo di formare un bambino "perfetto", ma piuttosto di adattare continuamente la materia di insegnamento ad una più profonda comprensione dell'individualità dell'allievo. Le materie, inoltre, devono essere armonizzate didatticamente in modo da compendiarsi e offrire un insegnamento il più possibile unitario: tale prospettiva presuppone che ogni insegnante sviluppi una propria conoscenza dell'interazione di ciascuna materia nell'altra, di ciascun campo del sapere nell'altro.
Il più importante lavoro pedagogico consigliato da Steiner è quello che ogni insegnante può fare su di sé affinché si instauri fra lui ed i suoi allievi una relazione profonda, una corrente di pensieri e sentimenti.

## Costituzione delle scuole steineriane e formazione degli insegnanti
Ogni scuola Waldorf solitamente si configura come un vero e proprio organismo, autogestito collegialmente. La responsabilità giuridica e amministrativa della scuola spetta al Consiglio Direttivo, formato da volontari dotati di specifiche competenze, genitori e insegnanti. Spesso è sostenitrice finanziaria della scuola un'associazione della quale sono membri genitori, ex-genitori, sostenitori e docenti.
Le decisioni di carattere pedagogico vengono prese dal Collegio dei docenti che si riunisce con cadenza settimanale. Altri settori d'attività, legati alla manutenzione o all'organizzazione di eventi, vengono sviluppati da gruppi di lavoro formati prevalentemente da genitori.
Gli insegnanti devono avere acquisito oltre alla normale formazione universitaria prevista per il loro ambito di insegnamento anche una specifica preparazione in pedagogia steineriana (in ogni nazione è presente un organismo ufficiale formatore). Il corso di studi è solitamente triennale (o biennale intensivo) e comprende un prolungato periodo di tirocinio (inizialmente di osservazione e successivamente attivo) presso una scuola Waldorf. Gli insegnanti sono tenuti alla formazione continua mediante corsi di aggiornamento.
L'ente pedagogico principale, che sviluppa e persegue la ricerca pedagogica attraverso numerose iniziative, e al quale fanno riferimento anche le Federazioni delle scuole steineriane dei singoli Paesi, è la Sezione Pedagogica del Goetheanum (Dornach, Svizzera).

## Controversie
Le scuole Waldorf sono talvolta soggetto di aspre polemiche, in particolare nei paesi anglofoni, francofoni e ispanofoni.
Viene contestata l'efficacia pedagogica di queste scuole, così come la loro neutralità, essendo legate a doppio filo all'antroposofia di Rudolf Steiner. Al riguardo, sono stati aperti molti siti web, che evidenziano molti aspetti controversi. Si dà ampio risalto alle critiche e alle testimonianze di genitori che hanno affidato i propri figli a scuole Waldorf.
In particolare, Roger Rawlings, nel mondo anglofono, e Grégoire Perra, nel mondo francofono, hanno svolto un documentatissimo lavoro analitico riguardo alle scuole Waldorf, pubblicato nei siti da loro curati. Viene contestata la pedagogia che porterebbe gli alunni ad avere gravi lacune nell'apprendimento, i metodi poco ortodossi, i dettami di comportamento imposti alle famiglie. Viene inoltre evidenziato il legame con le teorie occultistiche di Rudolf Steiner. Sui siti sono pubblicate numerose testimonianze di genitori che hanno deciso di togliere i propri figli da quelle scuole, con le relative motivazioni.
In Gran Bretagna le scuole Waldorf sono tenute sotto osservazione e sottoposte a ispezioni,  che hanno portato anche alla chiusura di una di esse.

### Opere di Rudolf Steiner
- (EN)  Rudolf Steiner, The Child's Changing Consciousness: As the Basis of Pedagogical Practice, ISBN 0-88010-410-4
- (EN)  Rudolf Steiner, Discussions with Teachers, ISBN 0-88010-408-2
- (EN)  Rudolf Steiner, Education As a Force for Social Change, ISBN 0-88010-411-2
- (EN)  Rudolf Steiner, Education for Adolescents, ISBN 0-88010-405-8
- (EN)  Rudolf Steiner, The Education of the Child in the Light of Anthroposophy. Rudolf Steiner Press, 1975, ISBN 0-88010-133-4.
- (EN)  Rudolf Steiner, Faculty Meetings with Rudolf Steiner: 1919–1924, ISBN 0-88010-458-9
- (EN)  Rudolf Steiner, The Foundations of Human Experience, ISBN 0-88010-392-2 - queste lezioni furono tenute ai professori subito prima l'apertura della prima scuola Waldorf a Stoccarda nel 1919.
- (EN)  Rudolf Steiner, The Genius of Language: Observations for Teachers, ISBN 0-88010-386-8
- (EN)  Rudolf Steiner, A Modern Art of Education, ISBN 0-88010-511-9
- (EN)  Rudolf Steiner, Practical Advice to Teachers , ISBN 0-88010-467-8 - lezioni tenute a Stoccarda nel 1919.
- (EN)  Rudolf Steiner, The renewal of education through the science of the spirit ISBN 0-88010-455-4
- (EN)  Rudolf Steiner, Rudolf Steiner in the Waldorf School: Lectures and Addresses to Children, Parents, and Teachers, 1919–1924, ISBN 0-88010-433-3
- (EN)  Rudolf Steiner, Soul Economy: Body, Soul, and Spirit in Waldorf Education, ISBN 0-88010-517-8
- (EN)  Rudolf Steiner, The Spiritual Ground of Education, ISBN 0-88010-513-5
- (EN)  Rudolf Steiner, The Spirit of the Waldorf School, ISBN 0-88010-394-9
- (EN)  Rudolf Steiner, Waldorf Education and Anthroposophy 1, ISBN 0-88010-387-6
- (EN)  Rudolf Steiner, Waldorf Education and Anthroposophy 2, ISBN 0-88010-388-4
- (EN)  Rudolf Steiner, What Is Waldorf Education? ISBN 0-88010-527-5
- (DE)  Rudolf Steiner: Erziehungskunst, Methodisch-Didaktisches, Freiburg, 1948, S. 238
- (IT) Rudolf Steiner, Il segreto dei temperamenti umani, Editrice antroposofica, Milano 2013
- (DE)  Rudolf Steiner: Allgemeine Menschenkunde als Grundlage der Pädagogik. 9. Auflage. Rudolf Stei-ner Verlag, Dornach 1993, S. 211. ISBN 3-7274-2930-5
- (DE)  Rudolf Steiner: Die Erziehung des Menschen vom Gesichtspunkte der Geisteswissenschaft. Rudolf Steiner Verlag, Dornach 2003, ISBN 3-7274-5260-9, S.37.
- (DE)  Rudolf Steiner: Erziehungskunst. Seminarbesprechungen und Lehrplanvorträge. 4. Auflage, Rudolf Steiner Verlag, Dornach 1984. ISBN 3-7274-2950-X, S. 9ff.

### Opere prodotte dal movimento steineriano o di parte terza
- (EN)  Aeppli, W., The Developing Child: Sense and nonsense in education, Anthroposophic Press, 2001, ISBN 0-88010-491-0
- (EN)  Armon, J. (1997). "The Waldorf Curriculum as a Framework for Moral Education: One dimension of a fourfold system", Annual Meeting of American Educational Research Association (AERA), Chicago.
- (EN)  Astley, K., and Jackson, P. (2000). "Doubts on Spirituality: Interpreting Waldorf ritual" in International Journal of Children's Spirituality, 5(2), 221-227.
- (EN)  Bärtges, Carol Ann, and Lyons, Nick, Educating as an Art: Essays on Waldorf education, Rudolf Steiner School, New York, NY, 2003, ISBN 0-88010-531-3
- (EN)  Benians, John, Insights into child development: A study in child development based on the work of Dr. Rudolf Steiner, Mercury Press, 1990, ISBN 0-929979-12-5
- (EN)  Blunt, Richard, Waldorf Education. Theory and Practice: A background to the educational thought of Rudolf Steiner, Novalis Press, Cape Town, 1995, ISBN 0-9583885-4-7
- (EN)  Clouder, Christopher, and Rawson, Martyn, Waldorf Education, Floris Books, 2003, ISBN 0-86315-396-8
- (EN)  Coulter, D.J. (Summer 1991). "Montessori and Steiner: A Pattern of Reverse Symmetries". Holistic Education Review. 4(2), 30-32.
- (EN)  Cox, M.V., and Rolands, A. (2000). "The Effect of Three Different Educational Approaches on Children's Drawing Ability: Steiner, Montessori and Traditional". British Journal of Educational Psychology, 70, 485-503.
- (EN)  Cusick, Lois, Waldorf Parenting Handbook: Useful information on child development & education from anthroposophical sources, St. George Publications, 1984, ISBN 0-916786-75-7
- (EN)  Easton F. (Spring 1997). "Educating the Whole Child, 'Head, Heart, and Hands': Learning from the Waldorf Experience". Theory into Practice, 36(2), 87-94.
- (EN)  Edmonds, Francis, and Barton, Matthew, An Introduction to Steiner Education: the Waldorf school, Sophia Books, 2004, ISBN 1-85584-172-X
- (EN)  Edwards, Carolyn Pope (2002). "Three Approaches from Europe: Waldorf, Montessori, and Reggio Emilia", Early Childhood Research & Practice, 4(1). Summary,Text
- (EN)  Fenner, Pamela J., and Rivers, Karen L., Waldorf Education: A Family Guide, Michaelmas Press, 1995, ISBN 0-9647832-1-5
- (EN)  Gardner, John F., Education in Search of the Spirit: Essays on American Education, Anthroposophic Press, 1996, ISBN 0-88010-439-2
- (EN)  Gilbert, Harlan, At the Source: the Incarnation of the Child and the Development of a Modern Pedagogy, Association of Waldorf Schools of North America, Fair Oaks, 2005.
- (EN)  Ginsburg I.H. (Winter 1982). "Jean Piaget and Rudolf Steiner: Stages of Child Development and Implications for Pedagogy". Teachers College Record, 84(2), 327-37.
- (EN)  Gloeckler, Michaela, A Healing Education, Rudolf Steiner College Press, Fair Oaks, 1989, ISBN 0-945803-48-6
- (EN)  Hansmann, Otto, Pro und contra Waldorfpädagogik. Akademische Pädagogik in der Auseinandersetzung mit der Rudolf-Steiner-Pädagogik (For and Against Waldorf Education. Academic Education compared with Rudolf Steiner Education), Königshausen & Neumann, Würzburg, 1987, ISBN 3-88479-263-6
- (EN)  Harwood, A.C., The Recovery of Man in Childhood: A study of the educational work of Rudolf Steiner, Myrin Institute, 2001, ISBN 0-913098-53-1
- (EN)  Harwood, A.C., The Way of A Child, Sophia Books, 1997, ISBN 1-85584-095-2
- (EN)  Koepke, Hermann, Encountering the Self: Transformation & destiny in the ninth year, Anthroposophic Press, Hudson, NY, 1989, ISBN 0-88010-279-9
- (EN)  Masters, Brien, Adventures in Steiner Education: An introduction to the Waldorf approach, Sophia Books, 2005, ISBN 1-85584-153-3
- (EN)  McDermott, R. (1992). "Waldorf Education in America: A promise and its problems", Re-vision, 15(2), 84-86.
- (EN)  McDermott, R., Henry, M.E., and Dillard, C.B. (1996). "Waldorf education in an inner-city public school", The Urban Review, 28, 119-40.
- (EN)  Mitchell, David, Waldorf Education: An Annotated Bibliography, Association of Waldorf Schools of North America Publications, 1997, ISBN 1-888365-06-4
- (EN)  Nicholson, D.W. (2000). "Layers of Experience: forms of representation in a Waldorf school classroom", Journal of Curriculum Studies, 32(4), 575-587.
- (EN)  Nobel, Agnes, Educating through Art: The Steiner School Approach, Floris Books, 1996, ISBN 0-86315-187-6
- (EN)  Oberman, I. (1997). "The mystery of Waldorf: A turn-of-the- century German experiment on today's American soil". Annual Meeting of the American Education Research Association (AERA), Chicago, 1997.
- (EN)  Oberman, I. (1999). Fidelity and flexibility in Waldorf education, 1919-1998, Doctor of Philosophy Dissertation, Stanford University.
- (EN)  Ogletree, E.J. (1996). The Comparative Status of the Creative Thinking Ability of Waldorf Education Students: A Survey. Link
- (EN)  Ogletree, E.J. (1997). Waldorf Education: Theory of Child Development and Teaching Methods. Link
- (EN)  Ogletree, E.J. (1998). International Survey of the Status of Waldorf Schools. Link
- (EN)  Okumoto, Yoko (1999). An alternative possibility of identity development: A discussion of Rudolf Steiner and Waldorf Education, Master of Arts Thesis, McGill University (Canada).
- (EN)  Petrash, Jack (2002). Understanding Waldorf Education: Teaching from the inside out, Gryphon House, 2002, ISBN 0-87659-246-9
- (EN)  Querido, René, Creativity in Education: The Waldorf approach, Hs Dakin Company, 1987, ISBN 0-930420-05-5
- (EN)  Querido, René, The Esoteric Background of Waldorf Education, Rudolf Steiner College Press, 1995, ISBN 0-945803-25-7
- (EN)  Ruenzel, David (2001). "The spirit of Waldorf education" in Education Week, 20(41), 38-45.
- (EN)  Spock, Marjorie, Teaching as a Lively Art, Anthroposophic Press, 1985, ISBN 0-88010-127-X
- (EN)  Uhrmacher, P.B. (1995). "Uncommon schooling: a historical look at Rudolf Steiner, anthroposophy, and Waldorf education." in Curriculum Inquiry, 25, 381-406.
- (EN)  Weary, B.F. (2000). Perceptions of looping addressing the academic and social needs of children: Waldorf education and public schools, Doctor of Education Dissertation, Temple University.
- (EN)  Wilkinson, R. (1996). The Spiritual Basis of Steiner Education, Sophia Books, London, 1996, ISBN 1-85584-065-0
- (DE)  Albert Schmelzer: Die Dreigliederungsbewegung 1919. Rudolf Steiners Einsatz für den Selbstverwaltungsimpuls. Freies Geistesleben, Stuttgart 1991, S.156. ISBN 3-7725-1080-9
- (DE)  Heiner Ullrich: Reformpädagogische Schulkultur mit weltanschaulicher Prägung - Pädagogische Prinzipien und Formen der Waldorfschule. In: Inge Hansen-Schaberg, Bruno Schonig: Basiswissen Pädagogik. Reformpädagogische Schulkonzepte Band 6: Waldorf-Pädagogik. Schneider, Hohengehren/Baltmannsweiler 2002, S.174. ISBN 3-89676-503-5
- (DE)  Skiera, E.: Reformpädagogik, München, 2003
- (DE)  Detlef Hardorp: Die deutsche Waldorfschulbewegung in der Zeit des Nationalsozialismus. In: Inge Hansen-Schaberg, Bruno Schonig: Basiswissen Pädagogik. Reformpädagogische Schulkonzepte. Bd 6. Waldorf-Pädagogik. Schneider, Hohengehren/Baltmannsweiler 2002, S.135. ISBN 3-89676-503-5
- (DE)  Uwe Werner: Anthroposophen in der Zeit des Nationalsozialismus (1933-1945), München, 1999.
- (DE)  Detlef Hardorp: Zwei biographische Schlüsselerlebnisse Rudolf Steiners. Zur Entwicklung und Ausbreitung der Waldorfpädagogik. In: Inge Hansen-Schaberg, Bruno Schonig: Basiswissen Päda-gogik. Reformpädagogische Schulkonzepte. Bd 6. Waldorf-Pädagogik. Schneider, Hohengehren/Baltmannsweiler 2002, S.44. ISBN 3-89676-503-5
- (DE)  Heiner Ullrich: Rudolf Steiner. In: Heinz-Elmar Tenorth: Klassiker der Pädagogik 2. Von John Dewey bis Paulo Freire. C.H. Beck, München 2003, S.68. ISBN 3-406-49441-2
- Mc Allen, Audrey (2008): „La lezione in più“.Roma: Educazione Waldorf Edizioni.
- (DE)  Heiner Ullrich: Rudolf Steiner, in: H.E. Tenorth (Hrsg.): Klassiker der Pädagogik 2, 2003, S. 66
- (DE)  Caroline v. Heydebrand: Vom Lehrplan der Freien Waldorfschule, Stuttgart, 1983, 7. Aufllage
- (DE)  Stefan Leber zit. nach Heiner Ullrich: Reformpädagogische Schulkultur mit weltanschaulicher Prä-gung - Pädagogische Prinzipien und Formen der Waldorfschule. In: Inge Hansen-Schaberg, Bruno Schonig: Basiswissen Pädagogik. Reformpädagogische Schulkonzepte Band 6: Waldorf-Pädagogik. Schneider Verlag Hohengehren, Baltmannsweiler 2002. ISBN 3-89676-503-5, S.153.